# سرخس شبه دقيق
سرخس شبه دقيق (الاسم العلمي:Polypodium subminutum) هو نوع نباتي يتبع جنس السرخس من فصيلة السرخسية.